# Stephen Sondheim
Stephen Joshua Sondheim (New York, 1930. március 22. – Connecticut, Roxbury, 2021. november 26.) Oscar- és többszörös Grammy-díjas amerikai zeneszerző, dalszövegíró, az amerikai zenés színház egyik legismertebb alakja.

## Életrajza
Stephen Joshua Sondheim a XX.–XXI. századfordulón elismerten az amerikai zenés színház egyik legnagyobb hatású alkotója. A zeneszerző és dalszövegíró 1930. március 22-én született New York Upper East Side nevű városrészében. Szülei, Herbert és Janet (lánynevén: Fox) Sondheim a felső középosztály tagjai voltak, mindketten a ruhaiparban dolgoztak. Sondheim gyerekkorában – akárcsak édesapja, akivel együtt játszottak édesanyja divatbemutatóin – hallás után, illetve az iskola előkészítőben és 14-16 évesen tanult zongorázni. Szülei válását követően, tízévesen egy katonai iskolába került, ahol egy rövid ideig orgonán is játszott (méghozzá New York állam második legnagyobb orgonáján, ami lenyűgözte a fiatal fiút). Itt, Milton Babbitt figyelt fel rá, az ő hatására kezdett el komolyabban a zenével foglalkozni. Ekkortájt ismerkedett meg a korszak kiemelkedő jelentőségű dalszövegírójával és producerével, Oscar Hammersteinnel is, aki pótapja és mentora lett: elkezdte tanítani mindarra, amit a színházak, musicalek világáról, a darab- és a szövegírásról tudni érdemes.
Az 1950-es évek elején Los Angelesbe költözött, és televíziós sorozatok szkriptjeit írta. Visszatérve New Yorkba, huszonöt évesen nagyon közel került ahhoz, hogy ifjú komponistaként és szövegíróként debütáljon a Broadway-en, ám a Saturday Night című művének bemutatója a darab producerének váratlan halála miatt meghiúsult (nem is mutatták be egészen 1997-ig). Néhány évvel később azonban nem akármilyen társszerzők oldalán mutatkozott be a nagyközönség előtt: a Leonard Bernstein komponálta, korszakos jelentőségű West Side Story szövegírójaként. A következő nagy horderejű színházi projektje az 1959-ben bemutatott Gypsy volt, Jule Styne dalainak szövegírójaként, melynek zenéjét is szerette volna ő megírni, de a sztár főszereplő, Ethel Merman nem bízott a fiatal szerző tehetségében.
1962-ben aztán zeneszerzőként is bemutatkozhatott a Broadway-n: az A Funny Thing Happened on the Way to the Forum című (Platón vígjátéka alapján megírt) musicallel. 964 előadással Sondheim zeneszerzői pályafutásának leghosszabb játszási sorozatát produkálta, mégsem hozott egyértelmű elismerést szerzőjének (annál nagyobbat a szövegkönyvet jegyző párosnak). Ezután, 1962 és 1970 között két, meglehetősen sikertelen új bemutatója (Anyone Can Whistle és a Richard Rodgers-szel közös Do I Hear a Waltz) volt.
Hal Prince volt csak olyan fontos Sondheim látásmódjának kialakításában és karrierjének elindításában, mint Hammerstein. Amellett, hogy a magasabb szintű teljesítményre ösztönözték, mindketten nyitottak voltak a szokatlan témák iránt is. Az 1970-ben bemutatott Company nemcsak Sondheim páratlan (inkább kritikai, mintsem a jegypénztáraknál mérhető) sikersorozatának kezdetét jelentette, hanem a Harold Prince-szel való gyümölcsöző együttműködését is. Ezt a musicalt, amely a társas együttélés útvesztőibe kalauzolta a nézőket, sorban követték a nagy „Sondheim-Prince produkciók”: az amerikai musical aranykorát sajátos módon megidéző Follies (1971), a keringővariációkból álló zenével a svéd arisztokraták szerelmi életét elmesélő A Little Night Music (1973), a feudális Japán imperialisták által történő meghódításáról szóló, a kabuki és az amerikai zenés színház hagyományait ötvöző Pacific Overtures (1976), és a melodramatikus témájú, a viktoriánus Londonban játszódó Sweeney Todd (1979) című musical-thriller, amely zenei világát és megvalósítását tekintve minden addigi Sondheim-műnél ambiciózusabb vállalkozásnak bizonyult. A Sondheim-Prince korszak (időleges) lezárását egy barátság széthullásának történetét fordított időrendben elmesélő darabjuk, a Merrily We Roll Along (1981) jelentette.
Sondheim ezt követően James Lapine író-rendező személyében lelt őt inspiráló társszerzőre. Együttműködésük eredményeként – már sokkal inkább az off-Broadway szabályai szerint – született meg a sajátos képi világú és újszerű zenei nyelvű Sunday in the Park with George (1984), a Grimm-meséket modern köntösbe bújtató Into the Woods (1987), illetve az Ettore Scola filmje alapján, egy furcsa szerelmi háromszög históriáját elbeszélő episztolamusical, a Passion (1994).
Közben öt zeneszámot írt az 1990-ben megjelent Warren Beatty és Madonna főszereplésével elkészített Dick Tracy filmhez, amely zenei anyaga az I’m Breathless című albumon is megjelent. A "Sonner or Later" című jazz dal elnyerte 1991-ben a „legjobb eredeti dal”-ért járó Oscar-díj at. A '90-es évek elején íródott továbbá a legpolitikusabb Sondheim-darab, az amerikai elnökök elleni merényletek elkövetőit közös fedél alá hozó Assassins (1990) is. Majd ezt követte 2003-ban a négy változatban is elkészült Wise Guys/Gold!/Bounce/Road Show. A Mizner-testvérek (Addison és Wilson Mizner) kalandos életét feldolgozó darab jelentősége, hogy színpadra állításakor újra Harold Prince-szel dolgozhatott együtt.
Dalaiból számos önálló revü- és antológia-műsor készült.

### Művészete és jelentősége
A nyolcszoros Tony-díjas, Oscar-díjas (a Dick Tracy betétdaláért) és Pulitzer-díjas zeneszerző és dalszövegíró életművével szülőhazájában szinte tudományos alapossággal foglalkoznak: művészetét és műveit évtizedek óta könyvek, tanulmányok sokaságában, külön róla szóló folyóiratban értelmezik és elemzik, bár a felszínesnek és hatásvadásznak csúfolt musical világában alkot, szórakoztató formában boncolgatva társadalmi és emberi problémákat.
Tudatosan tervező, elemző művész a 20. század második felében a show-biznisz világában. Musicaljeit aprólékosan építi fel, amelyekben – kis túlzással – minden sor jelentőséggel bír. Szüntelenül vizsgálja darabjainak esetleges fogyatékosságait, a kudarcok okait, ezért jó néhány műve már a premiert is átdolgozott formában élte meg. Homoszexualitását nyíltan vállalta.
A színházművészete lényegéről Sondheim a következőket nyilatkozta 1974-ben a New York Magazine hasábjain: „A színház az a hely, ahol igazán szeretek dolgozni. Az a hely, ahol reményeim szerint mindaddig dolgozni is fogok, amíg az egész Broadway össze nem csomagol és odébb nem áll. Számomra a legnagyobb kihívás, hogy folyamatosan valami újat próbálhatok ki. Azt hiszem, az írók dolga az, hogy a közönséget neveljék... olyan dolgokat megmutatva nekik, amilyennel korábban még nem találkoztak. Ez persze nem könnyű, de hát az írás sosem volt az. Talán a legfélelmetesebb dolog a világon bámulni egy üres papírra, és tűnődni, hogy vajon hogyan fogod azt megtölteni. Aztán végül mindig sikerül valahogy.”
2021. november 26-án hunyt el, 91 éves korában.

## Munkái

### Fontosabb zenés színházi munkái

#### Zeneszerzőként és szövegíróként
- Szombat éjjel (Saturday Night) (1954)
- Mi történt a Fórumon? (A Funny Thing Happened on the Way to the Forum) (1962)
- Fütyörészni könnyű (Anyone Can Whistle) (1964)
- Társaság (Company) (1970)
- Follies (1971)
- Egy nyári éj mosolya (A Little Night Music) (1973)
- Csendes-óceáni nyitányok (Pacific Overtures) (1976)
- Sweeney Todd (1979)
- Vidáman gördülünk tovább (Merrily We Roll Along) (1981)
- Vasárnap a parkban George-dzsal (Sunday in the Park with George) (1984)
- Vadregény (musical) (Into the Woods) (1987)
- Orgyilkosok (Assassins) (1990)
- Szenvedély (Passion) (1994)
- Road Show (2003 – eredeti cím: Bounce)

#### Szövegíróként
- West Side Story (1957)
- Gypsy (1959)
- Keringőt hallok tán? (Do I Hear a Waltz?) (1965)

### Fontosabb filmes és TV-s munkái
- Evening Primrose (TV-musical, dalok, 1966)
- The Last of Shiela (forgatókönyv, 1973)
- Stavisky (filmzene, 1974)
- Reds (betétdal, 1981)
- Dick Tracy (betétdalok, 1990 – Oscar-díj a Sooner or Later c. dalért)
- The Birdcage (betétdalok, 1996)

## Magyarul
- West side story. Külvárosi történet; szöveg Arthur Laurents, zene Leonard Bernstein, versek Stephen Sondheim, ford. Székely György; Színháztudományi Intézet, Bp., 1964 (Világszínház)
- Candide, avagy Az optimizmus. Musical. A tervező példánya; zene Leonard Bernstein, színpadra alkalmazta Hugh Wheeler, versek Richard Wilbur, Stephen Sondheim, John Latouche, ford. Ungvári Tamás, versford. Bródy János, díszlet és jelmez Húros Annamária, rend. Kerényi Imre; Szigligeti Színház–Verseghy Ferenc Megyei Könyvtár, Szolnok, 1979 (A Szolnoki Szigligeti Színház műsora)

## Sondheim-bemutatók Magyarországon

### West Side Story
Bernstein, Sondheim és Laurents West Side Story-jának első magyar nyelvű produkciója Vámos László rendezésében 1969-ben került közönség elé: a Fővárosi Operettszínház hatalmas erőfeszítéseket igénylő merész vállalkozását több évnyi műhelymunka előzte meg. A szerepeket fiatal, pályakezdő művészek játszották. Az első szereposztás Tony-ja és Maria-ja, Farkas Bálint és Lipcsei Edit lényegében ismeretlen pályakezdőként berobbantak a zenés színházi köztudatba, rajtuk kívül többek között Németh Sándor (Riff) és Galambos Erzsi (Anita) is emlékezetes alakítást nyújtott.

### A Funny Thing Happened on the Way to the Forum
Teljesen önálló Sondheim-musical első ízben 1975-ben csendült fel hazai színpadon, mégpedig a Kaposvári Csiky Gergely Színházban. A Mi történt a Fórumon? (A Funny Thing Happened on the Way to the Forum) című darab magyarországi bemutatóját Szőke István rendezte, a dalszövegeket G. Dénes György ültette át magyarra. Pseudolus szerepében Helyey László volt látható, közreműködött még többek között Kun Vilmos, Csákányi Eszter, Flórián Antal, Jeney István, Somogyi Géza és Kátay Endre is.
A Funny Thing… második magyar nyelvű bemutatójára Marosvásárhelyen, a Tompa Miklós Társulat produkciójában 2006. február 17-én került sor, ezúttal Hallottátok, mi esett meg útban a Fórum felé?! címmel. Az előadást – a Kanadában élő – Bokor Péter rendezte, a főbb szerepekben Kárp György (Pseudolus), Makra Lajos (Senex), Balázs Éva (Domina), Bokor Barna (Hero), Nagy István (Hysterium), László Csaba (Marcus Lycus) és Nagy Dorottya (Phylia) volt látható.
2013-ban Szombathelyen Hamvai Kornél új fordításában játszották az A Funny Thing...-et, Félúton a Fórum felé címmel. A főszerepeket Bezerédi Zoltán, Németh Judit, Mertz Tibor, Jordán Tamás, Szabó Tibor és Kovács Gergely alakították, a Karneválszínház keretében szabadtéren színre került előadást Réthly Attila rendezte.

### Merrily We Roll Along
1987-ben a Pesti Vigadóban tartották a Merrily We Roll Along magyarországi premierjét Vidáman gördülünk tovább címmel. A musical három főszerepét Cserna Antal (Franklin Shepard), Spolarics Andrea (Mary Flynn) és Mertz Tibor (Charley Kringas) alakította, rajtuk kívül szerepelt a produkcióban Ladányi Andrea, Kerekes József, Csankó Zoltán, Détár Enikő és Jordán Tamás is. Az előadást Zilahy Tamás rendezte, a karmester Selmeczi György volt, a dalokat pedig Gebora György fordította.

### Sweeney Todd
A Sweeney Todd 1992-es premierje (a Rock Színház és az Operaház közös produkciójában) a magyarországi musicaljátszás történetének egyik olyan szelete, amelyre talán senki sem büszke igazán, egyedül a bemutató ténye értékelhető pozitívumként. A G. Dénes György és Miklós Tibor fordításában, Nyakfelmetsző címmel játszott darab ugyanis nem igazán váltotta be a hozzá fűzött reményeket. Más szóval: megbukott. Pedig pazar volt a kiállítás, és a szereposztás sem volt éppen megvetendő, a kudarc sokak szerint a hatalmas térnek (az Erkel Színház színpada és nézőtere a legnagyobb Budapesten) és a rendezés hibáinak tudható be.
Az 1992. június 5-6-án bemutatott produkció az alábbi szereposztásban került színre:
-Sweeney Todd: Miller Lajos, Koós János
-Mrs. Lovett: Lehoczky Zsuzsa
-Anthony: Sasvári Sándor, Bardóczy Attila
-Johanna: Murár Györgyi, Vásári Mónika
-Bíró: Rátonyi Róbert, Palócz László
-Altiszt: Rozsos István, Karizs Béla
-Koldusasszony: Papadimitriu Athina, Kishonti Ildikó
-Pirelli: Korcsmáros Péter, Mikó István
-Tobias: Oláh Tibor, Kálloy Molnár Péter
-Mr. Fogg: Meződi József
-Madárkereskedő: G. Szabó Sándor
A Sweeney Todd 1999-ben Kaposváron is színre került: Ascher Tamás ebben a produkcióban hihetetlenül ráérzett a darab különleges atmoszférájára. Remek színészek álltak a rendelkezésére, az énekléssel ugyan akadt néhányuknál kisebb-nagyobb probléma (alapvetően prózai színművészek, így például Spindler Béla, Molnár Piroska, Bezerédi Zoltán és Szarvas József énekelték a nehéz szólamokat), ám összességében lebilincselő előadás született.

### Assassins
A budapesti Sweeney Todd sikertelensége nem tántorította el a Rock Színház kreatív csapatát, akik 1992 őszén a világon harmadikként mutatták be az Assassinst (Orgyilkosok címmel) a Bethlen Gábor téri Csikk Színház parányi színpadán, ahol még a zenekart is az emeletre kellett ültetni. A bemutató kapcsán Molnár Gál Péter így írt a musicalről: „Az Orgyilkosok nem eszményíti a gyilkolást és a gyilkosokat, de emlékeztet rá, mindnyájan hányszor érzünk gyilkos indulatot önelégedett szónoklatok hallatán". Az előadást Xantus János rendezte, aki Miklós Tiborral együtt a darab fordításában is közreműködött. A főbb szerepeket Balogh Bodor Attila, Földes Tamás, Makrai Pál, Petridisz Hrisztosz, ujlaki Dénes, Détár Enikő, Nagy Anikó, Lengyel Gábor, Bardóczky Attila és Csuha Lajos alakították.
A Rock és Musical Színház társulata 2006-ban újította fel a produkciót, állandó játszóhely hiányában azonban alig néhányszor tudták előadni a Piccolo Színházban, a Pataky Művelődési Központban illetve a Tivoli Színházban. Ezeken az előadásokon a főbb közreműködők Nagy Lóránt, Makrai Pál, Nagy Anikó Békefi László, Varró Gábor, Naszvagyi Tamás, Deák Frizsina/Kovács Lotti, Petridisz Hrisztosz, Miklós Tibor és Zentai András voltak.

### Gypsy
A Gypsy magyarországi bemutatójára (Fodor Ákos és Ungvári Tamás fordításában) 34 évet kellett várni, igaz, 1993-ban két színházban is műsorra tűzték a darabot. Az azonos művészi koncepcióval készült előadásokat Szegvári Menyhért rendezte, Rose mama nagyigényű szerepében Budapesten és Kecskeméten is Galambos Erzsi brillírozott. A további főbb szerepeket a József Attila Színházban Kocsis Judit/Román Judit, Fehér Anna/Hegyi Barbara, Szombathy Gyula, Háda János és Kishonti Ildikó, Kecskeméten pedig Radó Denise, Mérai Katalin, Vitéz László, Pál Attila/Nyári Zoltán és Krassói Gabriella alakította.

### A Little Night Music
A Madách Színház 1997-ben mutatta be Az Egy nyári éj mosolyát (rendező: Szirtes Tamás). A produkció főbb szerepeiben Psota Irén, Dunai Tamás, Kiss Mari, Szerednyey Béla, Hűvösvölgyi Ildikó, Bíró Eszter/Haffner Anikó és Weil Róbert lépett fel. Az előadás azonban a nézők nagyfokú érdektelensége miatt sajnos nem lehetett hosszú életű.
Az A Little Night Music című Sondheim-musicalt Budapesten minden alkalommal Egy nyári éj mosolya címmel adták. Miskolcon azonban visszatértek Mozarthoz: a Miskolci Nemzeti Színház Egy kis éji zenéje mindmáig az egyetlen, a borsodi megyeszékhelyen bemutatott Sondheim-darab. A premier 1999. november 12-én volt, a musicalt amerikai vendégrendező, Gary L Briggle állította színpadra. Az előadás főbb szerepeit Seres Ildikó (Desiree), Dézsy-Szabó Gábor (Frederik), Komáromy Éva (Mme Armfeldt), Molnár Erik (Carl Magnus), Várkonyi Szilvia (Charlotte), Kertész Marcella/Péter Cecília (Anne), Hevér Gábor/Sztankovszky Miklós (Henrik) alakították, az előadásokat Gillay András és Regős Zsolt dirigálta.
A Centrál Színház A Little Night Musicja a londoni Menier Chocolate Factoryban 2008-ban bemutatott előadás replika-változata, amelyet eredetileg Trevor Nunn rendezett, Budapesten pedig asszisztense, Tom Littler állított színpadra, korrektül, de talán nem tökéletesen. A szereplőválasztással kapcsolatban viszont elmondható, hogy a meghallgatások során kétségkívül a lehető legjobb énekesi-színészi gárdát sikerült összeverbuválni. Jobbnál jobb színészi alakításoknak örvendhet a közönség (a főbb szerepeket Törőcsik Mari, Nagy-Kálózy Eszter, Gergely Róbert, Kovács Patrícia, Egyházi Géza, Balogh Anna és Szemenyei János alakították) és az énekesi teljesítmények sem maradnak el ettől.
A Viva la Musical! internetes magazin kritikusa így írt az előadásról: "Jó, hogy végre van egy zenés színház, ahol nem ugyanazokat a színészeket látjuk minden szerepben, hanem figyelnek arra, hogy az adott karaktert az arra leginkább alkalmas színész játssza el. Ebben az előadásban a darabot görög kórusként kísérő énekesek is olyan kimagasló teljesítményt nyújtanak, hogy már a vokális nyitánytól (ilyesmi is csak Sondheimnek juthat eszébe) is végigszaladt a hideg a hátamon"

### Into the Woods
2014. április 26-án, a Magyar Színházban mutatták be elsőként Magyarországon az Into the Woods-ot, Vadregény címmel. A darabot Galambos Attila fordította és Harangi Mária rendezi.

### Musicalkoncert
2007 decemberében a Művészetek Palotájában csendültek fel Stephen Sondheim dalai – köztük jó néhány első alkalommal Magyarországon – a Madách Színház koncertszerű produkciójának keretei közt. A Szenvedély – Musicalkoncert hat hangra és egy zongorára alcímmel játszott est énekes-szólistái Mahó Andrea, Miller Lajos, Miller Zoltán, Nagy Sándor, Oroszlán Szonja és Sáfár Mónika voltak, zongorán Zádori László közreműködött, az előadás dramaturgja Galambos Attila, rendezője Valló Péter volt.